# 일본 제국 해군 항공대의 부대 및 편성 목록
이 문서는 일본 제국 해군 항공대의 부대 목록이다.

## 항공전대
일본어: 航空戦隊 고쿠센타이[*]→항공전대, 한자리 서수부대는 정규 혹은 경항공모함부대, 10번대는 수상기모함부대, 그 이후의 서수부대는 지상항공부대였다.
- 제1항공전대; 1928년 4월 1일 ~ 1945년 4월 20일
- 제2항공전대; 1934년 11월 15일 ~ 1944년 7월 10일
- 제3항공전대; 1936년 6월 1일 ~ 1944년 11월 15일
- 제4항공전대; 1937년 12월 1일 ~ 1945년 3월 1일
- 제5항공전대; 1941년 9월 1일 ~ 1942년 7월 14일
- 제6항공전대; 제12항공전대로 개명.
- 제7항공전대; 1940년 11월 15일 ~ 1941년 4월 10일, 제11항공전대로 개명.[1]
- 제11항공전대; 1944년 12월 20 ~ 1945년 2.10일
- 제12항공전대; 1945년 5월 5일 ~ 1945년 9월 2일
- 제13항공전대; 1945년 5월 5일 ~ 1945년 9월 2일
- 제21항공전대; 1941년 1월 15일 ~ 1943년 9월 1일; 1944년 7월 10일 ~ 1945년 2월 5일
- 제22항공전대; 1941년 1월 15일 ~ (불명); 1943년 1월 1일 ~ 1944년 11월 15일
- 제23항공전대; 1941년 4월 10일 ~ (불명); 1943년 1월 1일 ~ 1945년 5월 15일
- 제24항공전대; 1940년 11월 15일 ~ 1944년 2월 20일
- 제25항공전대; 1942년 4월 1일 ~ (불명); 1943년 1월 1일 ~ 1944년 5월 5일; 1944년 7월 10일 ~ 1945년 2월 10일
- 제26항공전대; 1942년 4월 1일 ~ (불명); 1943년 1월 1일 ~ 1945년 9월 2일
- 제27항공전대; 1943년 5월 18일 ~ 1945년 4월 30일
- 제28항공전대; 1943년 9월 1일 ~ 1945년 9월 2일
- 제29항공전대; 1945년 6월 15일 ~ 1945년 9월 2일
- 제32항공전대; 1945년 8월 3일 ~ 1945년 9월 2일
- 제50항공전대; 1943년 1월 15일 ~ 1944년 1월 1일
- 제51항공전대; 1943년 7월 1일 ~ 1944년 11월 15일
- 제53항공전대; 1945년 5월 5일 ~ 1945년 9월 2일
- 제61항공전대; 1944년 2월 1일 ; 1944년 7월 1일 ~ 1944년 11월 15일
- 제62항공전대; 1944년 2월 1일 ~ 1944년 6월 5일
- 제71항공전대; 1945년 6월 5일 ~ 1945년 9월 2일
- 제72항공전대; 1945년 5월 25일 ~ 1945년 9월 2일
- 제101항공전대; 1944년 9월 1일 ~ 1945년 9월 2일

## 연합항공대
일본어: 聯合航空隊 렌고코쿠타이[*]→연합항공대, 이 부대는 육군 항공대와의 합동부대이다.
- 제1연합항공대; 1937년 7월 11일 ~ 1941년 1월 15일
- 제2연합항공대; 1937년 7월 11일 ~ 1941년 1월 15일
- 제3연합항공대; 1938년 12월 15일 ~ 1940년 11월 15일
- 제4연합항공대; 1939년 12월 1일 ~ 1941년 1월 15일, 제24항공전대로 개명됨.
- 제11연합항공대 (훈련); 1938년 12월 15일 ~ 1945년 5월 5일
- 제12연합항공대 (훈련); 1939년 12월 1일 ~ 1945년 5월 5일
- 제13연합항공대 (훈련); 1942년 4월 1일 ~ 1945년 5월 5일
- 제14연합항공대; 1942년 11월 1일 ~ 1944년 11월 30일
- 제15연합항공대; 1945년 8월 3일 ~ 1945년 9월 2일
- 제18연합항공대 (훈련); 1942년 11월 1일 ~ 1945년 3월 1일, 폐지[2]
- 제19연합항공대; 1943년 4월 1일 ~ 1945년 3월 1일
- 제20연합항공대; 1944년 10월 1일 ~ 1945년 9월 2일
- 제21연합항공대; 1945년 3월 1일 ~ 1945년 7월 15일
- 제22연합항공대; 1945년 3월 1일 ~ 1945년 7월 10일
- 제23연합항공대; 1945년 3월 1일 ~ 1945년 6월 30일
- 제24연합항공대; 1945년 3월 1일 ~ 1945년 6월 30일

## 같이 보기
- 일본 제국 해군의 부대 목록

## 참고
1. ↑  戦史叢書91 1975, 002a쪽付表第二　聯合艦隊編制推移表(昭和十四年十一月十五日～十六年十二月十日)
2. ↑  “第一八連合航空隊【練習連合航空総隊】”. 《旧軍戦史雑想ノート》 (일본어). 2023년 7월 14일에 확인함.

- 渡辺博史 (2009년 8월). “空の彼方 : 海軍基地航空部隊要覧 5”. 《AZ-664-J27》 (일본어). 名古屋市熱田区: 楽學庵. NDL: 000010659692. 2020년 8월 5일에 확인함.
- 野村実 (1975년 12월). 《大本営海軍部・聯合艦隊(1)開戦まで》. 戦史叢書 (일본어) 91. 朝雲新聞社.